# Groningen (gemeente)
Groningen is een gemeente in de Nederlandse provincie Groningen, gecentreerd rond de stad Groningen. De gemeente had per 22 november 2024 243.768 inwoners (bron: CBS). Naar inwoneraantal is de gemeente daarmee de zesde van Nederland en veruit de grootste van noordelijk Nederland.
De gemeente Groningen kent 21 kernen (waarvan één stad). De belangrijkste zijn: Groningen (206.010 inwoners), Haren (18.450 inwoners), Ten Boer (4.630 inwoners) en Glimmen (1.370 inwoners). De gezamenlijke oppervlakte bedraagt 180 km².
Groningen maakt onderdeel uit van het samenwerkingsverband Regio Groningen-Assen. Deze bestaat uit zeven gemeenten waaronder beide steden en omliggende gemeenten in Groningen en Drenthe. De regio heeft ca. 548.000 inwoners (1 januari 2023).

## Stadsdelen, wijken en buurten

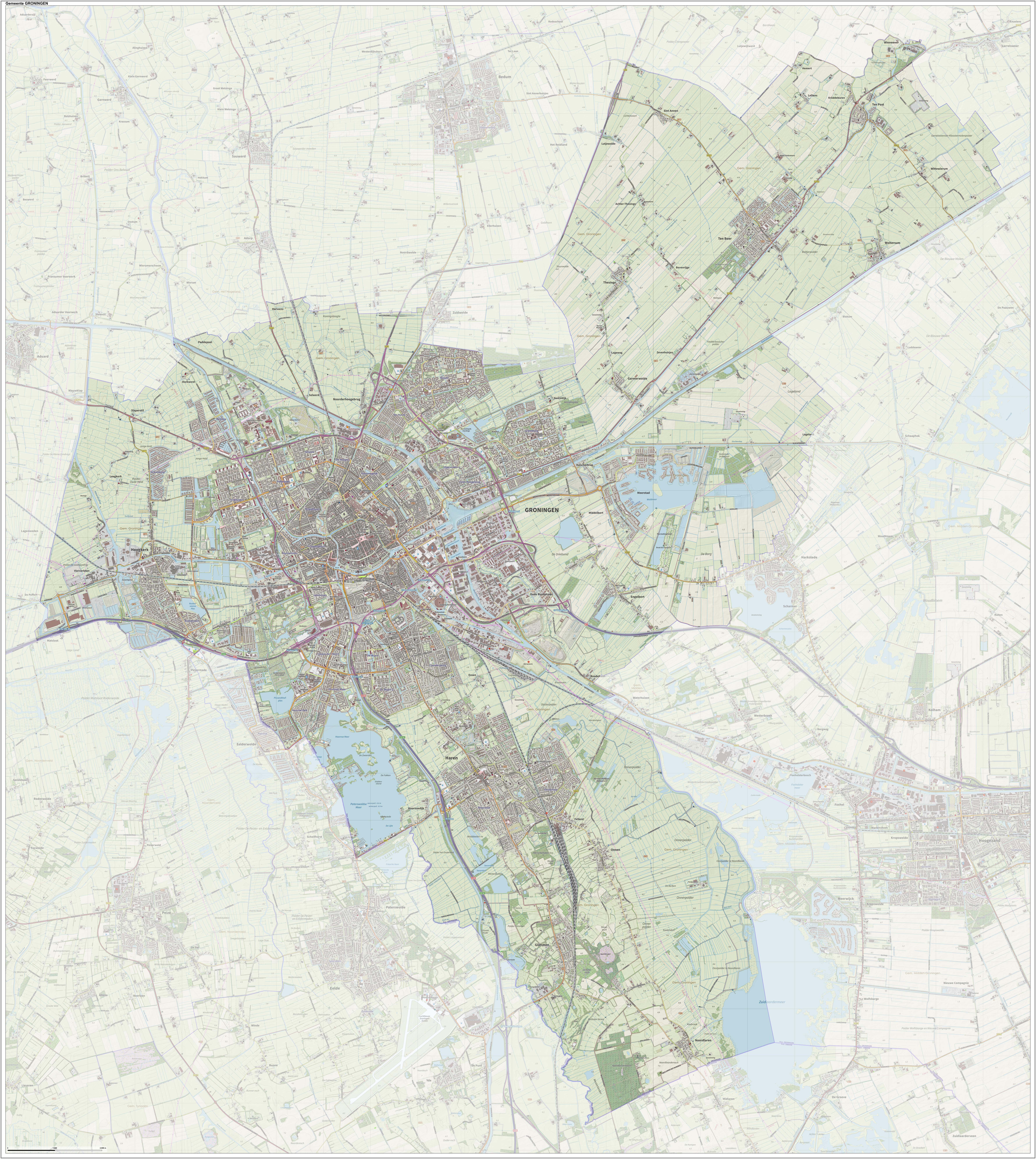
Topografische kaart van de gemeente Groningen

De gemeente Groningen was, tot de samenvoeging met Haren en Ten Boer, ingedeeld in vijf stadsdelen: Binnenstad, Oude wijken, Noordwest/Hoogkerk, Noorddijk en Zuid. Hiervan behoren Binnenstad, Oude wijken en Zuid geheel tot de Stad Groningen, de stadsdelen Noordwest/Hoogkerk en Noorddijk bevatten ook andere kernen van de gemeente. De stadsdelen hebben geen officiële status en worden voornamelijk binnen de gemeentelijke organisatie zelf gebruikt. Voor statistische doeleinden hanteert het CBS een geaggregeerde indeling van de door de gemeente aangedragen wijken en buurten (de oude wijken en buurten van voor 2014 zijn hier te vinden).
In 2014 werd een nieuwe wijk- en buurtindeling ingevoerd door de gemeente Groningen, de eerste sinds 1948. Hierbij werden ook verschillende buurten en subbuurten gewijzigd, wat de eerste buurtwijziging was sinds 1976. Overigens werden de vijf  oude stadsdelen gehandhaafd. Na de fusie met Haren en Ten Boer werd het aantal stadsdelen uitgebreid naar zeven. (Ten Boer en Haren werden beide een  stadsdeel). Sindsdien is Groningen onderverdeeld in zeven stadsdelen, nu gebiedsdelen genoemd, en 14 wijken, die weer zijn onderverdeeld in 106 buurten (met vele subbuurten). De wijk- en buurtindeling wijkt op verschillende punten af van de indeling door het CBS, die een andere wijkindeling aanhoudt bij de wijken Hoogkerk e.o. en Nieuw-West, op sommige plekken grotere buurten aanhoudt en een extra buurt heeft (West-Indische buurt).

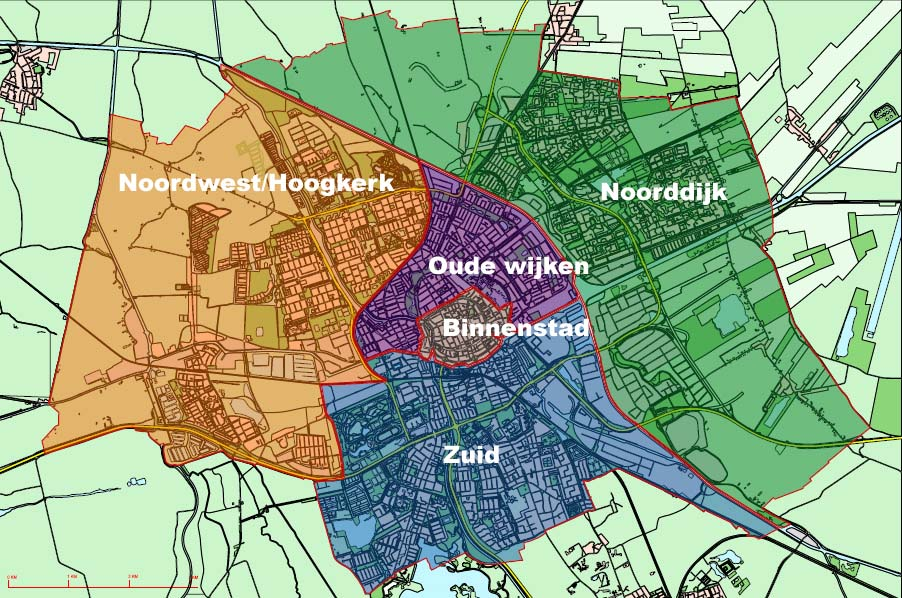
Stadsdelen Groningen vóór de fusie met Ten Boer en Haren

De indeling in gebiedsdelen, wijken en buurten is anno 2025 als volgt:
1. Centrum
  - Binnenstad-Noord
  - Binnenstad-Oost
  - Binnenstad-West
  - Binnenstad-Zuid
  - Ebbingekwartier
  - Hortusbuurt
  - Noorderplantsoen
  - Stationsgebied
  - UMCG
2. Oude Wijken
  - Oud West
    - Kostverloren
    - Noorderplantsoenbuurt
    - Oranjebuurt
    - Schildersbuurt

  - Oud Noord
    - De Hoogte
    - Indische buurt
    - Professorenbuurt

  - Oosterparkwijk
    - Bloemenbuurt
    - Damsterbuurt
    - Florabuurt
    - Gorechtbuurt
    - Vogelbuurt
3. Zuid
  - Oud Zuid
    - Badstratenbuurt
    - De Meeuwen
    - Grunobuurt
    - Herewegbuurt
    - Laanhuizen
    - Martini Trade Park
    - Oosterpoort
    - Rivierenbuurt
    - Stadspark
    - Zeeheldenbuurt

  - Zuidoost
    - De Linie
    - Driebond
    - Eemskanaal
    - Eemspoort
    - Europapark
    - Euvelgunne
    - Kop van Oost
    - Roodehaan
    - Stainkoel'n
    - Waterhuizen
    - Winschoterdiep
    - Woonschepenhaven

  - Helpman e.o.
    - Coendersborg
    - De Wijert
    - De Wijert-Zuid
    - Helpman
    - Klein Martijn
    - Sterrebosbuurt
    - Villabuurt

  - Zuidwest
    - Bruilweering
    - Corpus den Hoorn
    - Hoornse Meer
    - Hoornse Park
    - Piccardthof
    - Van Swieten
4. West
  - Hoogkerk e.o.
    - Bangeweer
    - De Buitenhof
    - De Kring
    - Gravenburg
    - Kranenburg
    - Hoogkerk-Dorp
    - Hoogkerk-Zuid
    - Leegkerk
    - Peizerweg
    - Suikerfabriekterrein
    - Vierverlaten
    - Westpoort
    - Zuidwending

  - Nieuw-West
    - De Held
    - Dorkwerd
    - Friesestraatweg
    - Hoendiep
    - Reitdiep
    - Vinkhuizen-Noord
    - Vinkhuizen-Zuid
    - Westpark

  - Noordwest
    - Paddepoel-Noord
    - Paddepoel-Zuid
    - Selwerd
    - Selwerderhof
    - Tuinwijk
    - Zernike Campus
5. Oost
  - Noordoost
    - Beijum-West
    - Beijum-Oost
    - De Hunze
    - Het Witte Lam
    - Hunzeboord
    - Koningslaagte
    - Noorderhoogebrug
    - Van Starkenborgh

  - Noorddijk e.o.
    - Drielanden
    - Hunzepark
    - Kardinge
    - Lewenborg-Noord
    - Lewenborg-West
    - Lewenborg-Zuid
    - Noorddijk
    - Oosterhoogebrug
    - Ruischerbrug
    - Ruischerwaard
    - Ulgersmaborg
    - Zilvermeer (Groningen)

  - Meerdorpen
    - Engelbert
    - Klein Harkstede
    - Middelbert

  - Meerstad
    - Meeroevers
    - Harkstede
    - Lageland
    - Groenewei
    - Tersluis
    - De Zeilen
    - De Wierden
6. Ten Boer
  - Ten Boer e.o.
    - Ten Boer
    - Buitengebied Ten Boer
    - Garmerwolde
    - Thesinge
    - Sint-Annen
    - Buitengebied Ten Boer-Noord
    - Bedrijventerrein Dijkshorn

  - Ten Post e.o.
    - Ten Post
    - Lellens
    - Woltersum
    - Winneweer
    - Wittewierum
    - Buitengebied Ten Post
7. Haren
  - Haren West e.o.
    - Haren-Centrum
    - Haren-Zuidwest
    - Haren-Zuidoost
    - Haren-Noord
    - Essen, buitengebied Haren
    - Noordwest
    - Nesciopark
    - Paterwoldsemeer
    - Buitengebied Haren-Zuidoost
    - Wolddeelen
    - Buitengebied Haren-Zuidwest

  - Haren Oost e.o.
    - Oosterhaar
    - Tuindorp
    - Felland
    - Haren buitengebied Noordoost

  - Glimmen-Onnen-Noordlaren
    - Glimmen
    - Onnen
    - Noordlaren
    - Buitengebied Glimmen
    - Buitengebied Onnen
    - Buitengebied Noordlaren
    - Zuidlaardermeer
    - Noordlaarderbos
    - Appelbergen, Glimmen
    - Appelbergen, Onnen

### Landschappen
Het gebied van de gemeente Groningen werd vanouds tot de historische districten Gorecht, Middag, Ubbega (Hunsingo) en Vierendeel (Fivelingo) gerekend. 
Het zuiden van de gemeente wordt gevormd door de uitlopers van de Hondsrug met dorpen op zand- en veengronden. Het noorden bestaat grotendeels uit kleigebieden en omvat gedeelten van het Reitdiepgebied en het Centrale Woldgebied. Aan de oostkant zijn delen van Duurswold aan de gemeente Groningen toegevoegd. 
Het Reitdiepgebied maakt deel uit van het nationale landschap Middag-Humsterland. Rond het stroomgebied van de Drentsche Aa bevindt zich het Nationaal Park Drentsche Aa, Gorecht maakt deel uit van het Geopark De Hondsrug.
De landbouwstatistiek rekent het grondgebied van de gemeente Groningen sinds 1991 tot het Centraal Weidegebied. De voormalige gemeente Ten Boer werd eerder tot de Centrale Bouwstreek gerekend, terwijl de Haren tot het Noordelijk Zandgebied werd geteld.

### Lijst van buurtschappen in de gemeente Groningen
- Achter-Thesinge
- Bangeweer
- Boltklap
- Bouwerschap
- Bovenrijge
- Bruilweering
- De Poffert
- Dilgt
- Emmerwolde
- Essen
- Euvelgunne
- Felland
- Harendermolen
- Harssens (deels)
- Hemert
- Hemmen
- Hoornsedijk
- Klein Harkstede
- Kleiwerd
- Kröddeburen
- Lageweg
- Lutjewolde (deels)
- Matsloot (deels)
- Neerwolde
- Oosterdijkshorn
- Oosterhoogebrug
- Oude Roodehaan
- Pannekoek
- Paddepoel
- Peizerweg
- Roodehaan
- Selwerd
- Slaperstil
- Steerwolde
- Vierverlaten (Kinderverlaat)
- Zevenhuisjes
- Zuidwending

## Ontwikkeling bevolking en annexaties
| Jaar                                                                    | Inwoners | Jaar | Inwoners |
| ----------------------------------------------------------------------- | -------- | ---- | -------- |
| 1795                                                                    | 23.770   | 1930 | 105.146  |
| 1830                                                                    | 30.260   | 1947 | 132.021  |
| 1840                                                                    | 33.484   | 1956 | 142.561  |
| 1849                                                                    | 33.694   | 1960 | 145.125  |
| 1859                                                                    | 35.502   | 1971 | 169.385  |
| 1869                                                                    | 37.984   | 1980 | 162.952  |
| 1879                                                                    | 46.058   | 1990 | 168.702  |
| 1889                                                                    | 56.018   | 2000 | 174.250  |
| 1899                                                                    | 66.537   | 2005 | 180.604  |
| 1909                                                                    | 74.613   | 2010 | 187.298  |
| 1919                                                                    | 87.594   | 2015 | 200.336  |
| 1920                                                                    | 90.778   | 2020 | 233.221  |
| Bron 1: www.volkstellingen.nl (tot 1971) Bron 2: CBS Statline (na 1971) |          |      |          |

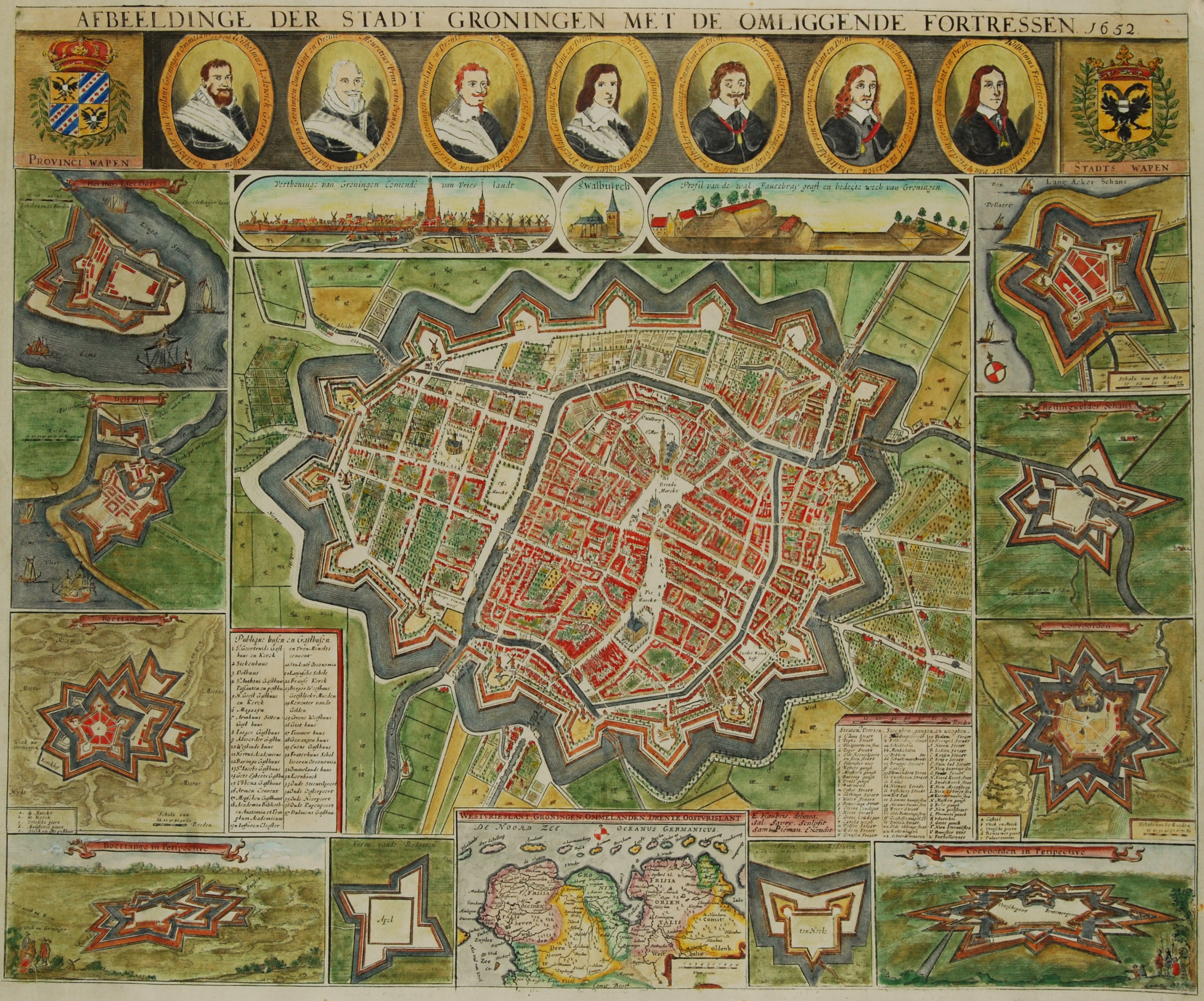
Groningen in de Gouden Eeuw.

Groningen ontwikkelde zich in ruim tweehonderd jaar van een gemeente met ruim 23.000 inwoners in 1795 tot een gemeente met ruim 200.000 inwoners. Een deel van de stijging is te danken aan de trek van het platteland naar de stad en de trek van studenten uit andere provincies en landen naar Groningen. Een ander deel komt door de annexaties die in de loop der tijd plaatsvonden. Zo werd in 1884 een stuk van de gemeente Haren geannexeerd rond de Van Mesdagkliniek, waarbij de grens ten zuiden van de Helperlinie werd gelegd. In de jaren 1910 werd een aantal annexaties gepleegd in het kader van de bouw van een aantal woonwijken (ongeveer 1000 hectare in totaal): Kostverloren (van Hoogkerk) in 1912, De Hoogte (van Noorddijk) in 1914 en Helpman (van Haren) in 1915.
In 1969 werden de hele gemeenten Noorddijk en Hoogkerk en delen van de gemeenten Adorp, Bedum en Haren toegevoegd aan het grondgebied van Groningen. Deze enorme annexatie omvatte de dorpen en gehuchten Bangeweer, Dorkwerd, Eelderwolde (het deel dat daarvoor onder Haren viel), Engelbert, Euvelgunne, Hoogkerk, Kinderverlaat, Kleiwerd, Leegkerk, Middelbert, Noorddijk, Noorderhoogebrug, Oosterhoogebrug, Oude Roodehaan, Pannekoek, Paddepoel (deels), Peizerweg, De Poffert (deels), Roodehaan, Ruischerbrug, Selwerd, Slaperstil, Vierverlaten en Zuidwending. In 1987 werd een deel van de buurtschap Matsloot geannexeerd van de Drentse gemeente Roden.
In 1998 werd Bruilweering geannexeerd van de Drentse gemeente Eelde. In 2012 werd een ruil van grondgebied met de gemeente Slochteren (de plaatsen Engelbert en Middelbert tegen de bouwgrond van de plaats Meerstad) voorgesteld maar vervolgens weer afgeblazen. Uiteindelijk bereikten Groningen en Slochteren overeenstemming waarbij vooruitlopend op de gemeentelijke herindeling, Meerstad met ingang van 1 januari 2017 in zijn geheel bij Groningen werd gevoegd.
In de provincie Groningen speelde sinds 2013 een nieuwe discussie over gemeentelijke herindeling. In het rapport 'Grenzeloos Grunnen' was het voorstel dat de gemeente Groningen zou moeten samengaan met buurgemeenten Haren en Ten Boer. De nieuwe gemeente zou dan ongeveer 225.000 inwoners gaan tellen. Hoewel het bestuur en de bevolking van Haren hadden aangegeven zelfstandig te willen blijven, publiceerde de provincie in september 2016 een blauwdruk voor de vergrote gemeente Groningen. Deze kreeg de instemming van het kabinet-Rutte II, dat in oktober 2017 een overeenkomstig wetsontwerp indiende. Hierdoor werden de gemeenteraadsverkiezingen in Groningen (en in Haren en Ten Boer) niet in maart 2018, maar in november 2018, als herindelingsverkiezingen, gehouden. De nieuwe, heringedeelde gemeente is per 1 januari 2019 gevormd.

### Demografische ontwikkeling
Alle historische gegevens hebben betrekking op de oude gemeente, exclusief Hoogkerk, Noorddijk (vanaf 1969) en Haren en Ten Boer (vanaf 2019). De waarden voor de periode tot 1795 zijn schattingen, waarbij de waarde voor 1564 een ondergrens is.

### Woonplaatsen
| Woonplaats (BAG)         | Inwoners 2023 | Inwoners 2010 |
| ------------------------ | ------------- | ------------- |
| Groningen                | 206.010       | 187.300       |
| Haren                    | 18.450        | 15.870        |
| Ten Boer                 | 4.630         | 4.875         |
| Glimmen                  | 1.370         | 1.425         |
| Ten Post                 | 805           | 925           |
| Meerstad                 | 3.515         | onbekend      |
| Onnen                    | 765           | 780           |
| Noordlaren               | 545           | 435           |
| Thesinge                 | 555           | 540           |
| Garmerwolde              | 510           | 440           |
| Woltersum                | 350           | 345           |
| Harkstede (gedeeltelijk) | 205           | onbekend      |
| Sint-Annen               | 185           | 130           |
| Lageland (gedeeltelijk)  | 80            | onbekend      |
| Winneweer                | 105           | 115           |
| Lellens                  | 70            | 60            |

## Aangrenzende gemeenten
| Aangrenzende gemeenten | Aangrenzende gemeenten | Aangrenzende gemeenten | Aangrenzende gemeenten | Aangrenzende gemeenten |
| ---------------------- | ---------------------- | ---------------------- | ---------------------- | ---------------------- |
|                        |                        | Het Hogeland           |                        | Eemsdelta              |
|                        |                        |                        |                        |                        |
| Westerkwartier         | Midden-Groningen       |                        |                        |                        |
|                        |                        |                        |                        |                        |
| Noordenveld (Dr)       |                        | Tynaarlo (Dr)          |                        |                        |

## Politiek
Groningen stond bekend als een 'rode' gemeente. De PvdA en daarvoor de SDAP waren sinds mensenheugenis de grootste partij in de gemeente. Groningen was de eerste gemeente waar een links meerderheidscollege tot stand kwam, in 1972 onder leiding van Max van den Berg. Bij de gemeenteraadsverkiezingen van 2002 was Groningen een van de zeer weinige gemeenten waarin de PvdA de grootste partij bleef. Nadat het College van B&W (een coalitie van PvdA, GroenLinks, SP en D66 onder leiding van PvdA) in september 2012 gevallen was over de begroting van 2013, waarin de RegioTram Groningen werd voorzien, traden de VVD en de CDA toe tot het College. De plannen voor de tram werden afgevoerd; PvdA kon echter blijven. Twee jaar later, in 2014, werd de hegemonie van de PvdA na bijna 70 jaar bestuur, doorbroken, toen de partij bij de gemeenteraadsverkiezingen van 2014 een historische nederlaag leed en D66 de grootste partij in de stad werd. Vier jaar later wist GroenLinks de grootste partij te worden. In een extra raadsvergadering in april 2025 besloot de gemeenteraad om Roelien Kamminga voor te dragen als nieuwe burgemeester.

### Samenstelling gemeenteraad
De gemeenteraad van Groningen bestond tot 2018 uit 39 zetels; bij de herindelingsverkiezing in november 2018 werd het aantal uitgebreid naar 45, omdat het inwonertal van de gemeente door de fusie van toen boven de 200.000 uitkwam. Hieronder de behaalde zetels per partij bij de gemeenteraadsverkiezingen sinds 1970.
| Gemeenteraadszetels              | Gemeenteraadszetels | Gemeenteraadszetels | Gemeenteraadszetels | Gemeenteraadszetels | Gemeenteraadszetels | Gemeenteraadszetels | Gemeenteraadszetels | Gemeenteraadszetels | Gemeenteraadszetels | Gemeenteraadszetels | Gemeenteraadszetels | Gemeenteraadszetels | Gemeenteraadszetels | Gemeenteraadszetels |
| Partij                           | 1970                | 1974                | 1978                | 1982                | 1986                | 1990                | 1994                | 1998                | 2002                | 2006                | 2010                | 2014                | 2018                | 2022                |
| -------------------------------- | ------------------- | ------------------- | ------------------- | ------------------- | ------------------- | ------------------- | ------------------- | ------------------- | ------------------- | ------------------- | ------------------- | ------------------- | ------------------- | ------------------- |
| GroenLinks*                      |                     |                     |                     |                     |                     | 7                   | 6                   | 5                   | 6                   | 5                   | 5                   | 4                   | 11                  | 9                   |
| PvdA                             | 13                  | 18                  | 16                  | 15                  | 18                  | 11                  | 10                  | 13                  | 9                   | 12                  | 9                   | 6                   | 6                   | 6                   |
| D66                              | 2                   |                     | 3                   | 2                   | 2                   | 6                   | 7                   | 4                   | 2                   | 2                   | 4                   | 9                   | 5                   | 5                   |
| SP                               |                     |                     |                     |                     | 1                   | 2                   | 3                   | 4                   | 5                   | 7                   | 4                   | 6                   | 5                   | 4                   |
| Partij voor de Dieren            |                     |                     |                     |                     |                     |                     |                     |                     |                     |                     | 1                   | 1                   | 3                   | 4                   |
| Stadspartij 100% voor Groningen* |                     |                     |                     |                     |                     |                     |                     |                     |                     |                     |                     |                     | 2                   | 4                   |
| VVD                              | 5                   | 6                   | 6                   | 7                   | 6                   | 4                   | 6                   | 6                   | 6                   | 5                   | 6                   | 3                   | 4                   | 3                   |
| Student en Stad                  |                     |                     |                     |                     |                     |                     | 1                   | 1                   | 2                   | 1                   | 1                   | 2                   | 1                   | 3                   |
| ChristenUnie*                    | 2                   | 2                   | 2                   | 2                   | 2                   | 2                   | 2                   | 2                   | 2                   | 2                   | 2                   | 2                   | 3                   | 2                   |
| CDA*                             | 10                  | 8                   | 8                   | 7                   | 6                   | 6                   | 4                   | 4                   | 5                   | 3                   | 2                   | 3                   | 2                   | 2                   |
| Partij voor het Noorden          |                     |                     |                     |                     |                     |                     |                     |                     |                     |                     |                     |                     |                     | 2                   |
| PVV                              |                     |                     |                     |                     |                     |                     |                     |                     |                     |                     |                     |                     | 1                   | 1                   |
| Stad en Ommeland*                |                     |                     |                     |                     |                     |                     |                     |                     | 2                   | 2                   | 5                   | 3                   | 2                   |                     |
| PSP*                             | 1                   |                     | 1                   | 2                   | 2                   |                     |                     |                     |                     |                     |                     |                     |                     |                     |
| CPN*                             | 6                   | 3                   | 2                   | 2                   | 1                   |                     |                     |                     |                     |                     |                     |                     |                     |                     |
| PPR*                             |                     | 1                   | 2                   | 1                   |                     |                     |                     |                     |                     |                     |                     |                     |                     |                     |
| Totaal                           | 39                  | 39                  | 39                  | 39                  | 39                  | 39                  | 39                  | 39                  | 39                  | 39                  | 39                  | 39                  | 45                  | 45                  |

- Het CDA deed voor 1974 mee als combinatie ARP, CHU en KVP.
- CPN, PPR en PSP zijn vanaf 1990 samengegaan als GroenLinks.
- De ChristenUnie deed voor 2002 mee als het GPV.
- Stad en Ommeland deed voor 2018 mee onder de naam Stadspartij.
- In 2016 is raadslid Marjet Woldhuis uit de fractie van de Stadspartij gestapt en verder gegaan onder de naam 100% Groningen.
- De zetels van de collegepartijen zijn vetgedrukt.

Raadsgriffier
- Josine Spier

### Samenstelling college B&W
Het college van burgemeester en wethouders bestaat sinds 30 juni 2025 uit de volgende personen:
Waarnemend burgemeester
- Roelien Kamminga (CDA); Openbare Orde en Veiligheid, Toezicht en Handhaving openbare ruimte, Nationaal Programma Groningen, Externe betrekkingen en Stedenbanden, Regionale Samenwerking, Media en Communicatie, Coördinatie Akkoord van Groningen, Asielbeleid in relatie tot Veiligheidsberaad, Algemene Zaken, Gemeentearchief

Wethouders
- Mirjam Wijnja (GroenLinks); 1e locoburgemeester, Financiën, Personeel en Organisatie, Gebiedsgericht werken en democratische vernieuwing, Beheer en onderhoud, Groen en Klimaatadaptatie, Wijkwethouder Binnenstad
- Carine Bloemhoff (PvdA); 2e locoburgemeester, Onderwijs, Werk en Participatie, Arbeidsmarktbeleid, Economische Zaken, Internationale Handel en Samenwerking, Toerisme en Recreatie, Haven en Marktwezen, Wijkwethouder Oude Wijken
- Kirsten de Wrede (PvdD); 3e locoburgemeester, Landbouw en Platteland, Eiwittransitie, Natuur en Ecologie, Dieren, Circulaire Economie, Cultuur, Dorpswethouder Haren en omgeving
- Eelco Eikenaar (SP); 4e locoburgemeester, Wijken, Sociale Wijkvernieuwing, Zorg en Wonen, Huishoudelijke hulp, Armoede, Inkomen en Schulden, Accommodatiebeleid, Wijkwethouder West
- Inge Jongman (ChristenUnie); 5e locoburgemeester, Zorg en Welzijn, Beschermd Wonen en Opvang, Ouderen, Sport en Bewegen, Versterking en Herstel, Dorpswethouder Ten Boer en omgeving
- Philip Broeksma (GroenLinks); 6e locoburgemeester, Energietransitie, Verkeer en Vervoer, Publieke dienstverlening en ICT
- Rik van Niejenhuis ((PvdA); 7e locoburgemeester, Ruimtelijke ordening, Wonen, Fysieke Wijkvernieuwing, Grondzaken, Maatschappelijk vastgoed, Wijkwethouder Oost
- Manouska Molema (GroenLinks); 8e locoburgemeester, Jeugd en Jeugdhulp, Volksgezondheid, Zorg en Veiligheid, Integratie en Emancipatie, Asielzaken, Evenementen, Wijkwethouder Zuid

Gemeentesecretaris
- Christien Bronda; Hoofd van de gemeentelijke organisatie en adviseur van het college van B&W

### Referendum 2005
Op 29 juni 2005 werd in Groningen een referendum gehouden over de toekomst van de oostzijde van de Grote Markt. In totaal was 54% van de stemmers voor de plannen van het College van B&W, maar de uitslag van het referendum is niet bindend omdat de Nederlandse wet dit niet toelaat. Door de lage opkomst is - volgens de referendumverordening - het referendum niet gehouden. Dit komt doordat niet voldaan werd aan het criterium dat minimaal 30% van de kiesgerechtigden voor of tegen het voorstel moet hebben gestemd. De gemeenteraad heeft de uitslag desondanks overgenomen. De SP, voorafgaand aan het referendum tegenstander, steunt op grond van de uitslag de plannen.
Na verloop van tijd brokkelt de brede steun in de gemeenteraad af. VVD en CDA, die na 2006 het college verlaten, worden kritischer en de kritiek van de Stadspartij wordt bij de verkiezingen van 2010 zeer scherp. De meerderheid van de raadsfracties blijft echter ook na de verkiezingen van 2010 voorstander van de plannen: naast de vier coalitiepartijen zijn ook ChristenUnie en Student en Stad positief over de bouw van het Groninger Forum. Alleen VVD, CDA en de Stadspartij tonen zich tegenstander. Nieuwkomer Partij voor de Dieren voert zelf campagne met de kreet: Groningen Gromt tegen het Forum.

## Monumenten en beelden
In de gemeente zijn er een aantal rijksmonumenten en oorlogsmonumenten, zie:
- Lijst van rijksmonumenten in Groningen (gemeente)
- Lijst van oorlogsmonumenten in Groningen (gemeente)
- Lijst van beelden in Groningen (gemeente)

## Millennium en Fairtrade Gemeente
Groningen is een Millennium Gemeente (een van de 160 gemeenten in Nederland).
Op 2 maart 2009 behaalde Groningen samen met de gemeente Goes als eerste in Nederland de titel Fairtrade Gemeente.